# 行徳町
行徳町（ぎょうとくまち）は、1889年（明治22年）4月1日から1955年（昭和30年）3月31日まで存在した千葉県東葛飾郡の町。
現在の千葉県市川市中部から南部にかけての地域。江戸時代から明治にかけて塩田で知られた地域である。

## 歴史

### 町名の由来
当町は古くは行徳領の一部に属し、｢本行徳｣と呼ばれる中心地域であったことによる。また、「行徳」は室町時代に当地域にいた徳のある修験者が「行徳さま」と呼ばれていたことに因む。

### 沿革
- 1889年（明治22年）4月1日 - 東葛飾郡本行徳村、伊勢宿村、関ケ島村、下新宿村、大和田村、稲荷木村、上妙典村、下妙典村、河原村、田尻村、高谷村、原木村、二俣村、儀兵衛新田（現・幸、宝）、加藤新田、寺内村飛地、二子村飛地、本郷村飛地、西海神村飛地、印内村飛地が合併し、東葛飾郡行徳町となる。
- 1919年（大正8年） - 江戸川放水路が開削され、町域が南北に分断される。
- 1931年（昭和6年） - 市川競馬場開設。
- 1939年（昭和14年） - 市川競馬場閉場。
- 1955年（昭和30年）3月31日 - 市川市に編入、消滅する。

## 現在の町名
おおむね伊勢宿、入船、大洲（一・二丁目）、大和田、加藤新田、上妙典、河原、高谷、末広、幸、塩焼、下新宿、下妙典、関ケ島、宝、田尻、稲荷木、富浜、原木、東大和田、日之出、二俣、本行徳、本塩、妙典に相当する。

## 交通

### 鉄道
1913年から1918年まで、東葛人車鉄道が存在した。
現在は旧町域に東京メトロ東西線の妙典駅が設置されている。行徳駅は隣接する旧南行徳町域に属する。

### 道路
- 行徳街道